# Synurophyceae
Synurophyceae es un pequeño grupo de algas del filo Ochrophyta que viven principalmente en agua dulce y se caracterizan por estar cubiertas de escamas o espinas silíceas. Se conocen unas 200 especies, entre las que predominan las formas unicelulares, aunque también pueden formar colonias palmeloides. Son organismos fotosintéticos y generalmente presentan dos cloroplastos, aunque algunas veces tienen solamente uno dividido en dos lóbulos. Las células tienen dos flagelos heterocontos, insertados en paralelo y cuya ultraestructura es una característica que distingue al grupo. Las escamas y espinas que cubren la célula se forman en la superficie de los cloroplastos. Los pigmentos de los cloroplastos incluyen clorofilas a, c1, fucoxantina, violaxantina, antaxantina y neoxantina. Se reproducen tanto asexual como sexualmente por medio de isogametos.

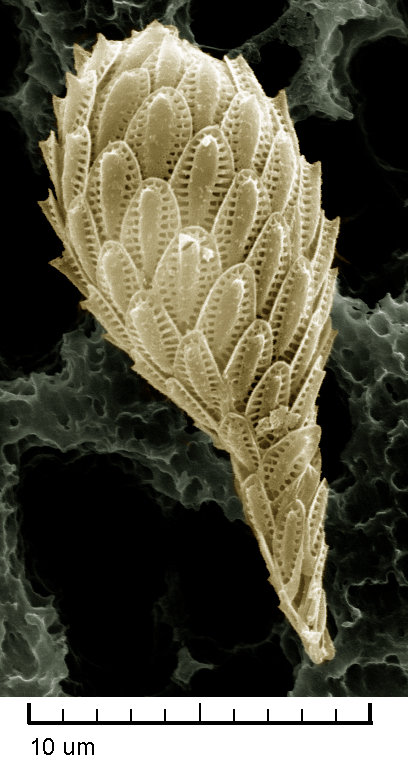
Una célula de Synura petersenii, cubierta por unas 50 escamas.

El grupo incluye dos géneros principales, que se dividen en especies en base principalmente a la estructura de sus escamas. Mallomonas toma la forma de células individuales de vida libre, usualmente de longitud 50-100 μm. Tienen escamas adornadas y espinas dorsales generalmente largas. Synura vive en colonias esféricas, con las células orientadas de tal modo que los flagelos apunten hacia fuera. Cada célula mide generalmente alrededor de 30 μm de longitud. Las colonias son globulares, más bien que huecas, y las espinas dorsales son cortas si es que están presentes. Ambos  géneros forman parte del plancton común en lagos y charcas.
Synurophyceae es un grupo próximo a las algas doradas, con las cuales antiguamente compartían clase. Fueron colocados en una clase separada por Andersen en 1987, basándose en una sugerencia anterior de Cavalier-Smith.